# Rosa Negra
Pour plus de détails, voir Fiche technique et Distribution.
Rosa Negra est un film portugais réalisé par Margarida Gil et sorti en 1993.

## Fiche technique
- Titre : Rosa Negra
- Réalisation : Margarida Gil
- Scénario : Margarida Gil
- Photographie : Sophie Maintigneux
- Son : René Levert
- Mixage : Antoine Bonfanti
- Montage : Manuel Mozos
- Musique : João Gil
- Production : Companhia de Filmes do Principe Real
- Pays d'origine :  Portugal
- Durée : 90 minutes
- Date de sortie : Portugal - 25 juin 1993

## Distribution
- Manuela de Freitas : Fernanda
- Fernando Luís : António
- Catarina Correia : Mariana
- Luís Lucas : Duarte
- José Wallenstein : Gustavo
- João César Monteiro : Gilberto

## Sélection
- Festival international du film de Locarno 1992[1]